# Richard Rich, II barón de Rich
Richard Rich, II barón de Rich (c. 1537-1581) fue un noble inglés.
Fue el hijo mayor de Richard Rich, I barón de Rich, y su esposa Elizabeth, hija y heredera de William Jenks de Londres.
Se casó alrededor de 1555 con Elizabeth, hija y heredera de George Baldrey (fallecido en 1540) y nieta de Sir Thomas Baldry, Lord Alcalde de Londres en 1514. Sus hijos fueron:
- Richard, quien se casó con Katherine Howard, Condesa de Suffolk. Falleció antes que su padre.
- Robert Rich, III barón de Rich, I conde de Warwick (luego Conde de Warwick).
- Edwin, quien se casó con Margaret, hija de Charles Wolriche de Suffolk.

- Elizabeth.

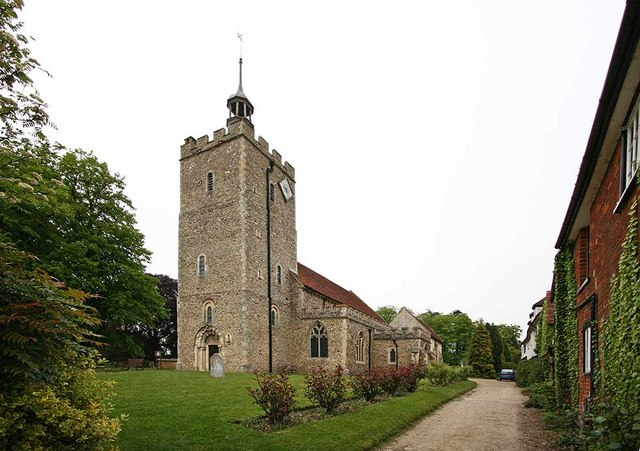
Iglesia de la Santa Cruz Felsted

Su padre fue reprendido por el consejo privado en 1562 por intentar que Rich fuera elegido caballero del condado en lugar de William Petre. Esto puede haber sido debido a sospechas sobre las opiniones religiosas de Petre, ya que Rich era un fuerte protestante que más tarde tuvo al calvinista Robert Wright como capellán doméstico.
En 1578, una disputa entre Rich y un tal Edward Windham llevó a escaramuzas en Fleet Street entre sus sirvientes, lo que resultó en el encarcelamiento de Windham. Tras su muerte, su propiedad en Londres y Essex fue valorada en £1,857.
Presumiblemente, es la figura arrodillada representada en el monumento a su padre en la Iglesia de la Santa Cruz Felsted.